# كريستال ليك (كونيتيكت)
كريستال ليك (بالإنجليزية: Crystal Lake, Connecticut)‏ هي قرية وأماكن مخصصة للتعداد تقع في الولايات المتحدة في Ellington.